# Grand-Fort-Philippe
Grand-Fort-Philippe é uma comuna francesa na região administrativa de Altos da França, no departamento do Norte. Estende-se por uma área de 3.13 km². Em 2010 a comuna tinha 5 168 habitantes (densidade: 1 651,1 hab./km²).